# 佐尔福斯普林斯 (佛罗里达州)
佐尔福斯普林斯（英語：Zolfo Springs），是美国佛罗里达州哈迪縣下属的一座城市。建立于1904年。面积约为3.9平方公里（约合1.5平方英里）。根据2010年美国人口普查，该市有人口1,972人。论人口在本州排行第286。